# Sankofa

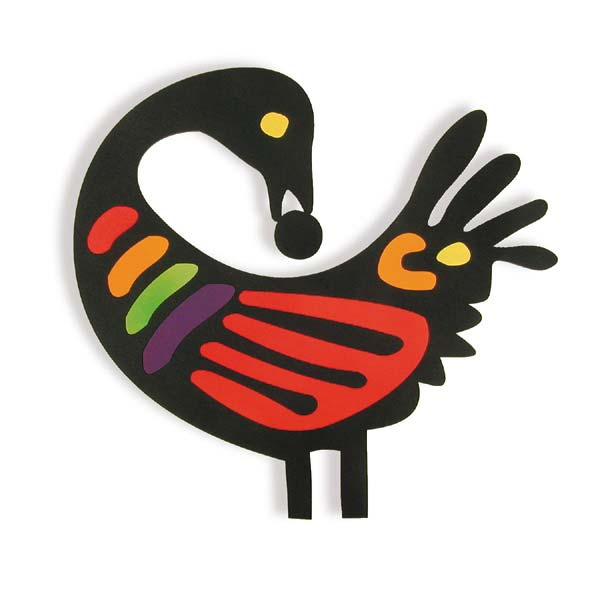
Símbolo Adinkra para sankofa

Sankofa é um símbolo de lembrança da história afro-americana e afro-brasileira, que recorda os erros do passado para que eles não sejam cometidos novamente no futuro. Isto é, representa o retorno ao passado para que seja possível adquirir conhecimento e sabedoria. Esse símbolo fazia parte da cultura dos escravizados africanos trazidos de Gana, Togo e Burquina Fasso para o Brasil durante o período colonial. Nesse sentido, os africanos esculpiram uma variação de um ideograma adinkra, o Sankofa, como forma de manifestar sua resistência por meio do mantimento da arte e da cultura que traziam de suas origens durante a escravidão.
Em síntese, o pássaro voando reto representa que é necessário seguir em frente, rumo ao futuro, sem se esquecer do passado. No entanto, pode ser substituído por um coração estilizado. Por fim, estes simbolismos também eram utilizados para estampar tecidos de roupas, cerâmicas, objetos, entre outras coisas.

## Etimologia

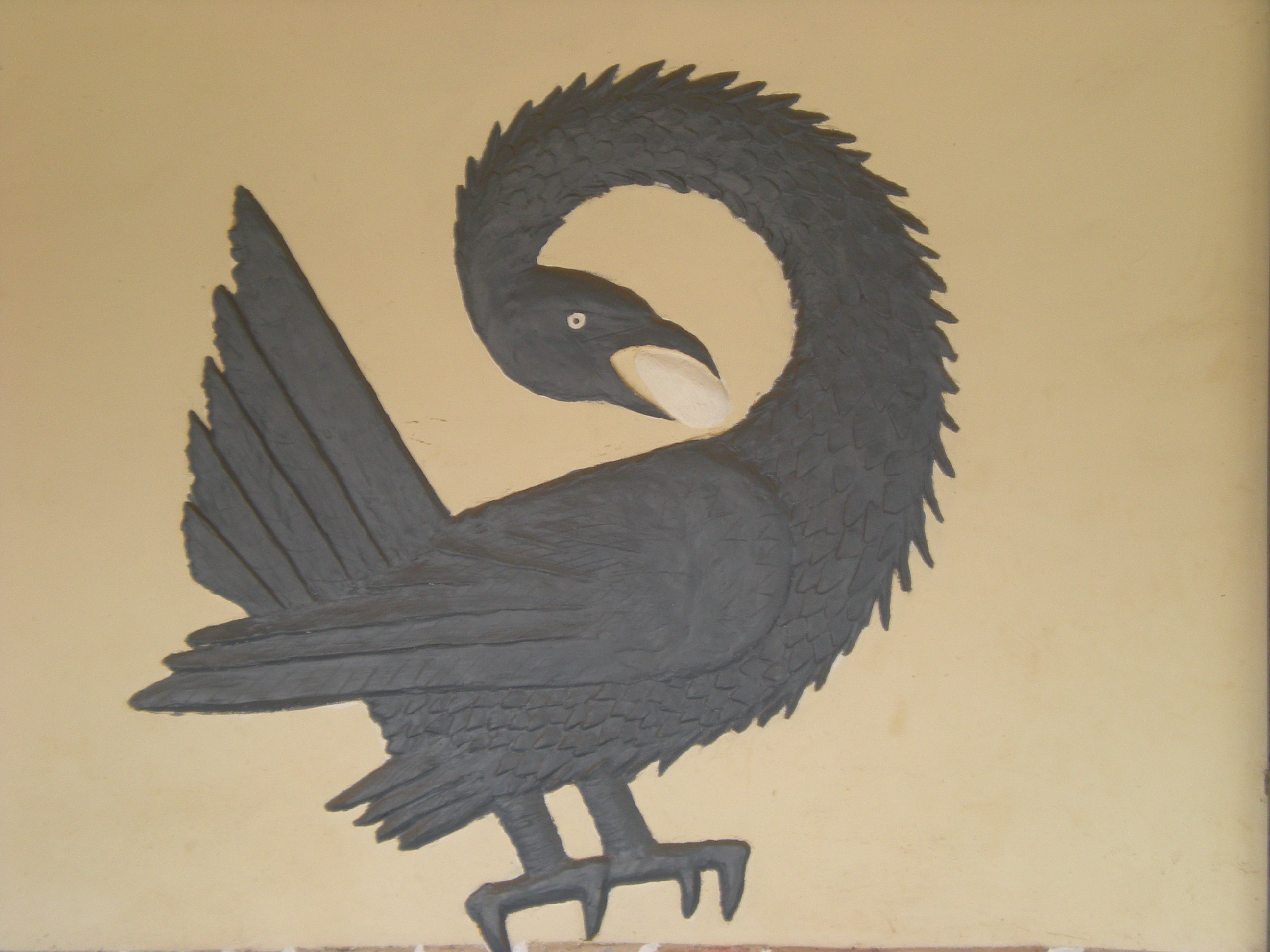
Sankofa esculpido na parede.

O conceito de Sankofa (Sanko = voltar; fa = buscar, trazer) origina-se de um provérbio tradicional entre os povos de língua acã da África Ocidental, em Gana, Togo e Costa do Marfim. Em acã, “se wo were fi na wosan kofa a yenki” pode ser traduzido por “não é tabu voltar atrás e buscar o que esqueceu”. Acã significa “despedida” ou “gesto de adeus” na língua axante, possuindo sentido mais profundo com “soltura” ou “emanação” do Kra, termo dicionarizado cujo sentido aproximado para o povo ocidental é alma.

## Significado

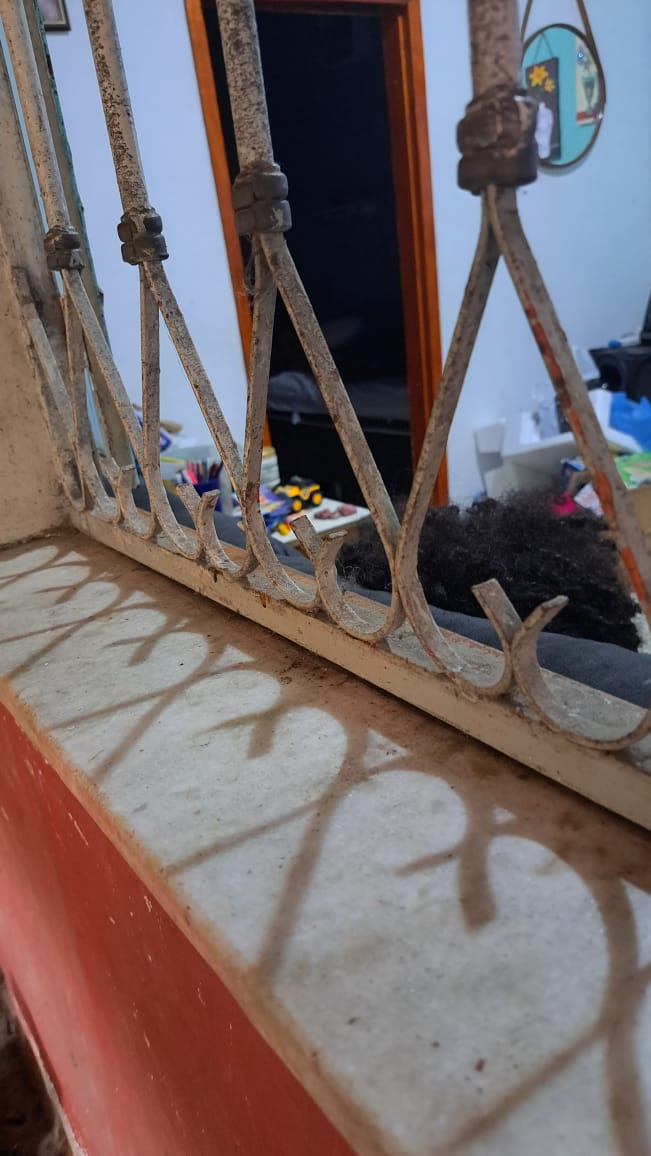
Escultura de metal utilizando ideograma adinkra.

Sankofa é uma realização do eu, individual e coletivo. O que quer que seja que tenha sido  perdido, esquecido, renunciado ou privado, pode ser  reclamado, reavivado, preservado ou perpetuado. O símbolo representa os conceitos de auto identidade e redefinição. Simboliza uma compreensão do destino individual e da identidade coletiva do grupo cultural. É parte do conhecimento dos povos africanos, expressando a busca de sabedoria em aprender com o passado para entender o presente e moldar o futuro. Em outras palavras, segundo Abdias do Nascimento, Sankofa é "retornar ao passado para ressignificar o presente e construir o futuro”.
Sankofa molda uma visão projetiva aos povos milenares e aqueles desterritorializados pela modernidade colonial do Ocidente. Admite a necessidade de recuperar o que foi esquecido ou renegado. Traz a importância do estudo da história e das culturas africanas e afro-americanas, como lições alternativas de conhecimento e vivências para a contemporaneidade. Desvela, assim, desde a experiência africana, uma abertura para a heterogeneidade real do saber humano, para que se possa observar o mundo de formas diferentes.

## Design
Devido à influência das diásporas africanas, muito se popularizou os ideogramas "adinkras" ao redor do mundo, mas os países que mais receberam essa influência foram o Brasil e os Estados Unidos. Os ideogramas podem ser percebidos no dia a dia, nas escritas esculpidas de ferro, normalmente em portões e janelas. Também eram utilizados em tecidos com estampa, trazendo diversos significados, como um funeral ou uma máxima honraria, mas nunca perdendo seu real propósito de ressignificação do presente e reconstrução do futuro.
Ao longo do tempo, o conjunto de símbolos Adinkra sofreu alterações em relação aos seus usos, além do surgimento de novas figuras e se espalhou pelo mundo. Nesse sentido,  passou a ser utilizado também em contextos menos formais, como roupas de uso cotidiano, jóias, paredes, objetos, e chegaram ao Brasil também aparecendo nesses contextos. O que encontramos com mais facilidade é o Adinkra de nome Sankofa, geralmente em portões, grades, estampas e tatuagens. Este Adinkra simboliza um pássaro que olha para trás, e significa algo parecido com “volte e pegue” ou “voltar para buscá-la”, nos ensinando o valor de aprender com o passado para a construção do presente e do futuro.

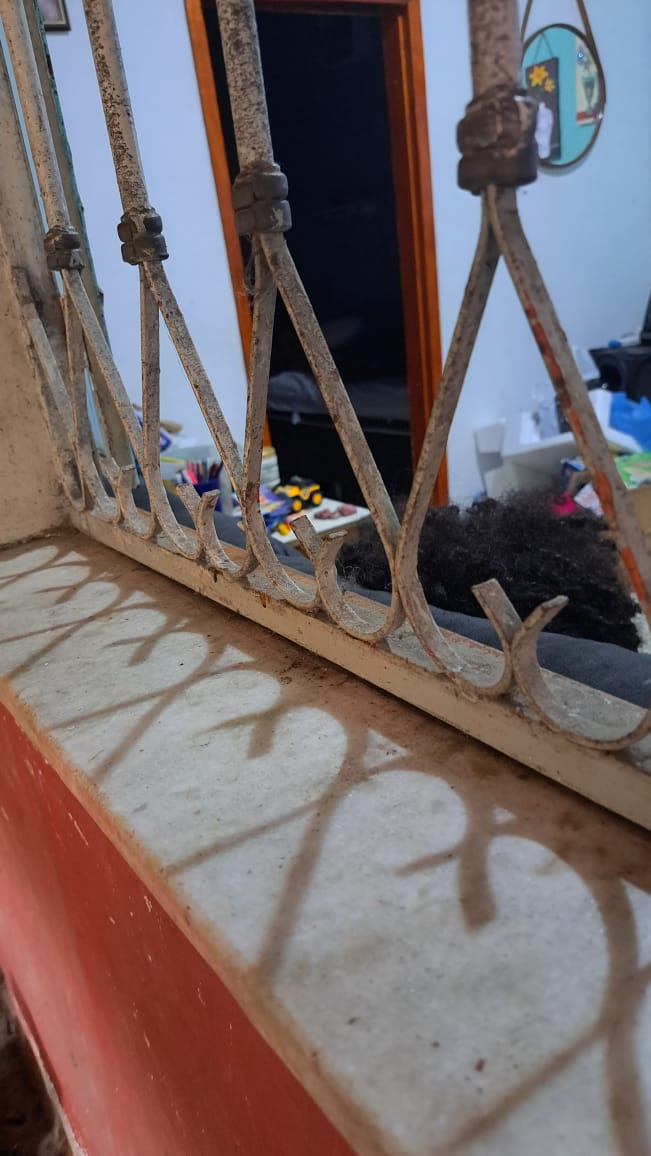
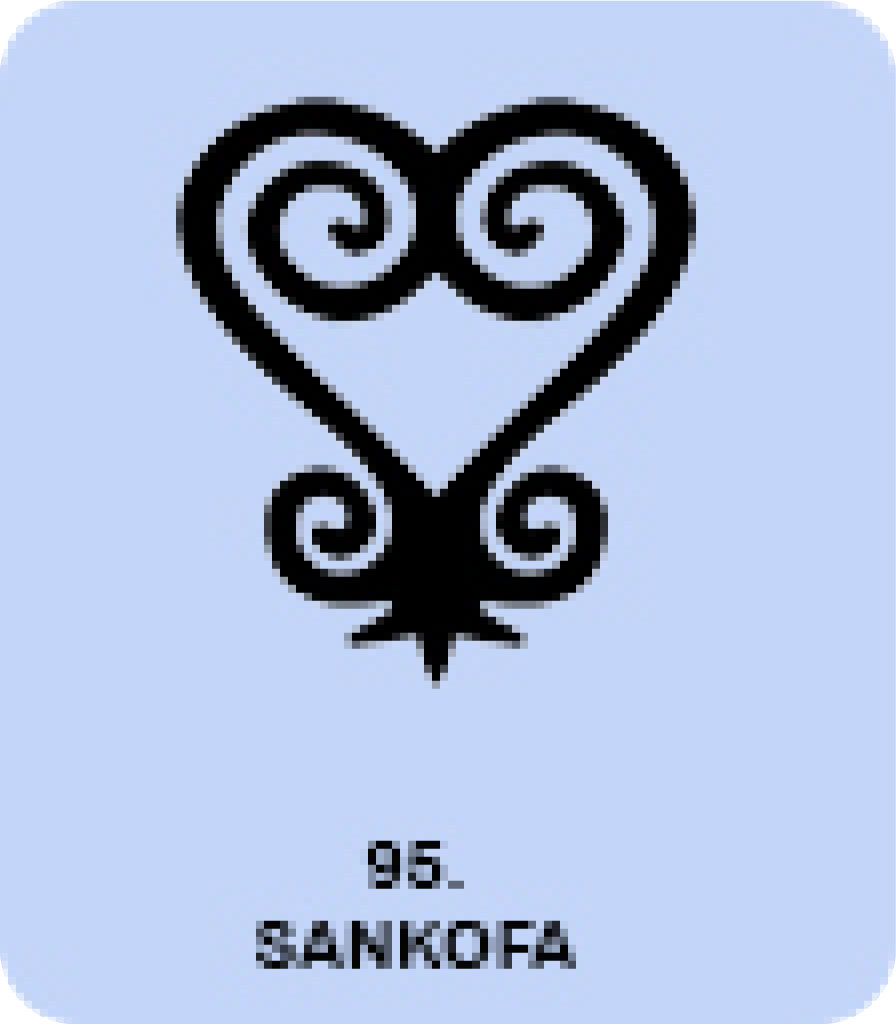
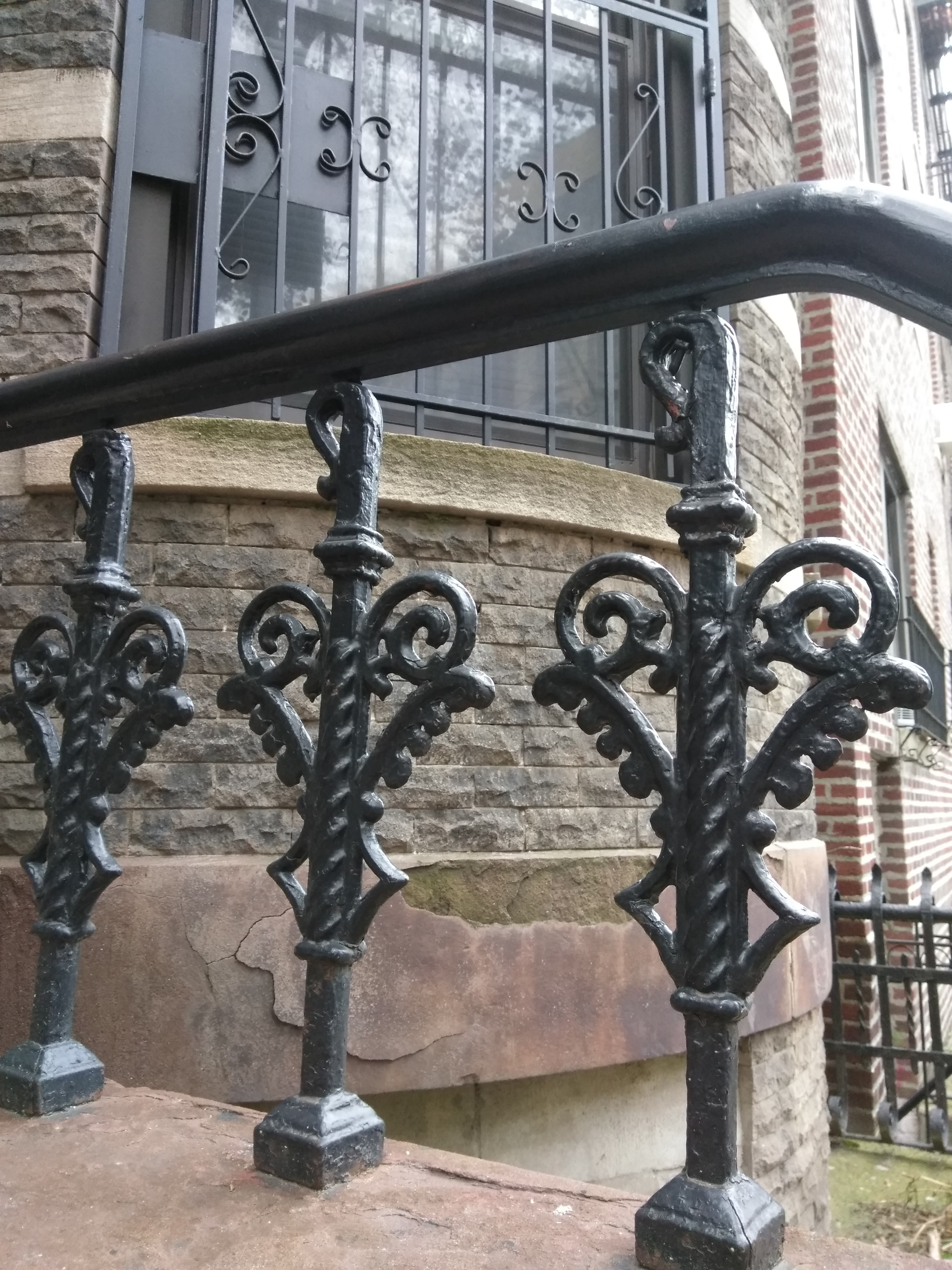
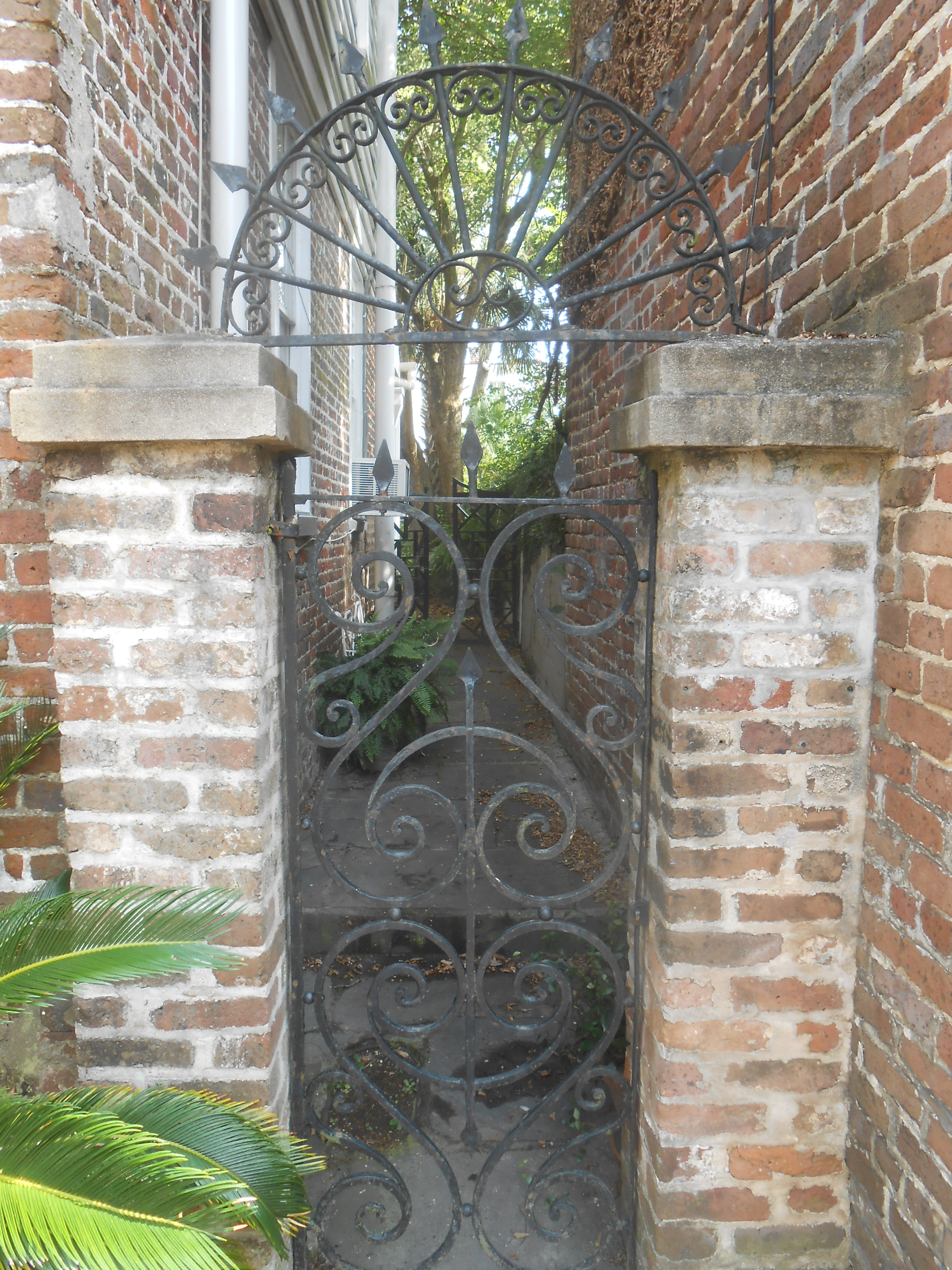
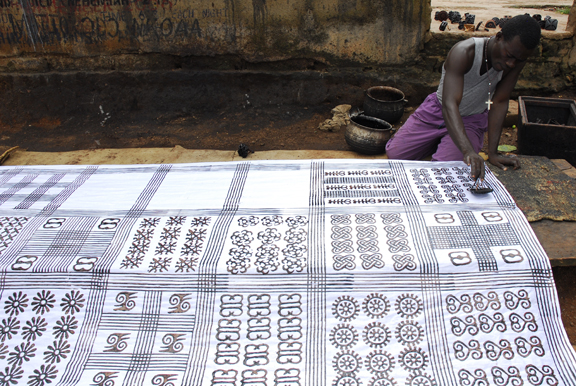